# Sant'Elia a Pianisi
Sant'Elia a Pianisi est une commune italienne de la province de Campobasso, dans la région Molise.
Dans le site d'un ancien château aujourd'hui l'objet de fouilles archéologiques, le château de Pianisi.

## Communes limitrophes
Bonefro, Carlantino, Colletorto, Macchia Valfortore, Monacilioni, Ripabottoni, San Giuliano di Puglia